# مازراتی کواتروپورته

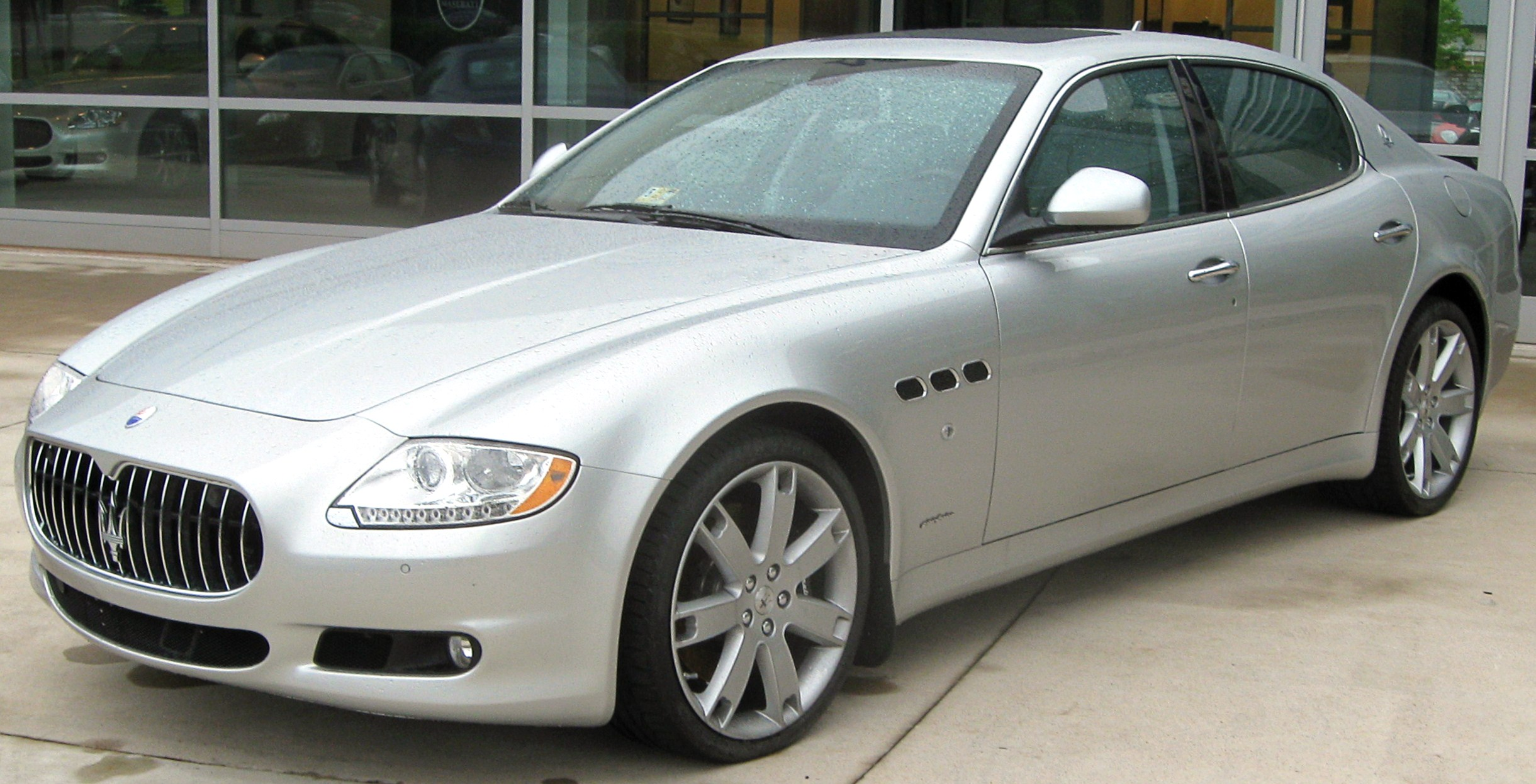

مازراتی کواتروپوروته (Maserati Quattroporte) خودرویی است که مدل‌های مختلف آن از سال ۱۹۶۳ تا ۱۹۶۹، ۱۹۷۴–۱۹۹۰، ۱۹۹۴ تا ۲۰۰۱ و از ۲۰۰۴ تاکنون در مودنا و ایتالیا تولید شده‌است.
|-

| مدل                                   | quattroporte         | quattroporte s                               | quattroporte sport GTS                       |
| ------------------------------------- | -------------------- | -------------------------------------------- | -------------------------------------------- |
| کلاس خودرو                            | فست بک مجلل          | فست بک مجلل                                  | فست بک مجلل                                  |
| گیربکس                                | ۶ دنده اتوماتیک      | ۶ دنده اتوماتیک با قابلیت تعویض از پشت فرمان | ۶ دنده اتوماتیک با قابلیت تعویض از پشت فرمان |
| محور محرک                             | دیفرانسیل عقب(RWD)   | دیفرانسیل عقب(RWD)                           | دیفرانسیل عقب(RWD)                           |
| تعداد و آرایش سیلندر/ سوپاپ           | 32/v8                | 32/v8                                        | 32/v8                                        |
| حجم موتور (سی سی)                     | ۴۲۴۴                 | ۴۶۹۱                                         | ۴۶۹۱                                         |
| قدرت (اسب بخار/ دور در دقیقه)         | ۴۰۰/۷۰۰۰             | ۴۳۰/۷۰۰۰                                     | ۴۳۰/۷۰۰۰                                     |
| گشتاور (نیوتن متر/ دور در دقیقه)      | ۴۶۰/۴۷۵۰             | ۴۹۰/۴۷۵۰                                     | ۴۹۰/۴۷۵۰                                     |
| حداکثر سرعت (کیلومتر در ساعت)         | ۲۷۰                  | ۲۸۰                                          | ۲۸۵                                          |
| شتاب ۰ تا ۱۰۰ کیلومتر در ساعت (ثانیه) | ۵٫۶                  | ۵٫۴                                          | ۵٫۱                                          |
| طول/عرض/ارتفاع (میلیمتر)              | ۱۴۳۸/۱۸۸۵٫۵۰/۵۰۹۷    | ۱۴۳۸/۱۸۸۵٫۵۰/۵۰۹۷                            | ۱۴۳۸/۱۸۸۵٫۵۰/۵۰۹۷                            |
| فاصله دو چرخ جلو /دو محور (میلیمتر)   | ۳۰۶۴/۱۵۸۲            | ۳۰۶۴/۱۵۸۲                                    | ۳۰۶۴/۱۵۸۲                                    |
| وزن خالص (کیلوگرم)                    | ۱۹۹۰                 | ۱۹۹۰                                         | ۱۹۹۰                                         |
| مشخصات تایر                           | 245/45zr-285/40 zr18 | 245/40zr19-285/35zr19                        | 295/30zr20-245/35zr20                        |
| استاندارد آلایندگی                    | یورو۵                | یورو۵                                        | یورو۵                                        |
| حجم مخزن سوخت (لیتر)                  | ۹۰                   | ۹۰                                           | ۹۰                                           |
| قیمت حدودی پایه (میلیون تومان)        | توافقی               | توافقی                                       | توافقی                                       |